# Willy Fuegen
Willy Fuegen, oder Fügen (* 20. Mai 1907 in Mainz; † 21. Oktober 1987 ebenda) war ein deutscher Maler, Grafiker und Zeichner.

## Biografie

### Leben und Ausbildung
Willy Fuegen wurde am 20. Mai 1907 in Mainz als ältester von vier Söhnen eines Postbeamten aus einer rheinhessischen Bauernfamilie geboren. 1919 besuchte er eine private Zeichenschule. Danach begann er eine Lehre als Elektroniker, die er mit einer Gesellenprüfung abschloss. 1922/23 nahm Fuegen an Abendkursen an der Kunstgewerbeschule Mainz teil. 1924 trat er in den Dienst der Postverwaltung ein. 1929/30 setze er seine Abendkurse an der Kunstgewerbeschule Mainz fort, diesmal unter der Leitung des deutschen Genremalers Philipp Zeltner. 1931 war er arbeitslos. 1932 bekam Fuegen ein Stipendium an der Kunstgewerbeschule Mainz, wo er Gebrauchsgrafik bei Otto Arpke studierte. Dieser war bis 1933 sein Lehrer, wurde jedoch nach der Machtergreifung der Nationalsozialisten entlassen, was zur Beendigung von Willy Fuegens Ausbildung führte.

### Berufliche Laufbahn
1934 trat er in den Dienst der Telegraphenverwaltung bis zum Kriegsende 1945, da er für den Militärdienst als untauglich galt. Von 1947 bis 1952 war er als Lehrkraft an der Volkshochschule tätig.
Aufgrund eines Stipendiums des Rheinischen Kulturinstitutes Koblenz ließ er sich 1951/52 von seinem Dienst beurlauben und verbrachte ein Jahr in Paris. Nach dieser Zeit beteiligte er sich an verschiedenen Ausstellungen mit verschiedenen Künstlergruppen, unter anderem Rote Reiter (1952) und der ,Neuen Gruppe Rheinland-Pfalz‘ (1954–1965). Zudem stellte er auch einzeln aus, beispielsweise im Kurfürstlichen Schloss in Mainz (1954).
Dank eines weiteren Stipendiums des Landes Rheinland-Pfalz im Jahr 1955 verbrachte Fuegen ein Vierteljahr auf Ibiza, Spanien. 1957 entschied er sich, als freier Künstler zu leben.

### Leben als freischaffender Künstler
In den Jahren von 1957 bis 1960 nahm er an verschiedenen Ausstellungen teil. Ab 1961 war er wechselnd sowohl in Mainz als auch in München tätig. In München schloss er sich den Künstlergruppen Die Unabhängigen und die Freie Münchner und dt. Künstlerschaft an, mit denen Willy Fuegen auch von 1961 bis 1973 im Herbstsalon (heute: Münchner Haus der Kunst) ausstellte. 1964/65 bis 1971 war der Künstler wechselnd in Mainz sowie in Köln tätig. Von 1965 bis 1969 stellte er an verschiedenen Orten aus, darunter in der Galerie de Sfinx in Amsterdam (1967) und in der Pfalzgalerie in Kaiserslautern (1969).

### Spätere Jahre
1970 erkrankte Willy Fuegen und seine künstlerischen Tätigkeiten wurden deswegen eingeschränkt, sodass mehrere größere Arbeiten nicht mehr fortgesetzt werden konnten. 1972/73 erlitt Willy Fuegen einen völligen gesundheitlichen Zusammenbruch. 1975 bezog er neben seiner Hauptwohnung in Mainz eine Zweitwohnung in Berlin. Trotz seiner Erkrankung fand er neue Energie, weiterhin an seiner Kunst zu arbeiten. Fuegen beschäftigte sich mit kleinformatigen Arbeiten, zumeist Collagen. 1976 wurde Willy Fuegen mit der Slevogt-Medaille ausgezeichnet und stellte im selben Jahr im Mittelrheinischen Landesmuseum Mainz aus. Am 21. Oktober 1980 wurde ihm der Staatkunstpreis des Landes Rheinland-Pfalz verliehen. Während seiner Ausstellungsvorbereitung im Landesmuseum Mainz, einer Retrospektive des Künstlers, starb Willy Fuegen am 21. Oktober 1987.
Willy Fuegen war verheiratet.

## Kunstentwicklung

### 1930er- bis 1950er-Jahre
Durch seinen Beruf fand Fuegen nur sonntags Zeit, Bilder zu malen, und betrachtete sich selbst als „Sonntagsmaler“. Zunächst konzentrierte er sich in seinen Werken auf „wesentliche Formen und Figürliches“. Seine Bildthemen umfassten Landschaften, Häuser, Porträts und religiöse Motive. Viele seiner Arbeiten aus den 1930er und 1940er Jahren sind nur in wenigen Exemplaren erhalten, da sie im Zweiten Weltkrieg zerstört wurden oder vom Künstler übermalt oder zerstört wurden.

### Ab 1955
Erste Impulse nahm er während seines Paris-Aufenthalts im Jahr 1951 auf. Dabei wurde er von der „Begegnung mit der École de Paris und Abstrakten wie Hans Hartung und Pierre Soulages“ beeinflusst. Vor allem prägten ihn die Aufenthalte auf Ibiza in den Jahren 1955 und 1957. Er selbst betrachtete den Aufenthalt 1957 „als eine entscheidende Zäsur in seinem Leben“ und bezeichnete die Insel als seine „künstlerisch-geistige Heimat“. Dieser Abschnitt seiner Werke war in den Einzelausstellungen von 1954 im Kurfürstlichen Schloss in Mainz sowie 1964 im Gutenberg-Museum und im Institut français in Mainz zu sehen, die den Beginn seines Weges zur abstrakten Malerei widerspiegeln.
Die anfänglichen Werke waren monochrom und in dunklen Farben gehalten. Die Gemälde wurden „zunehmend linearer und rhythmischer und führten schließlich zum Tachismus“. Vom „Informellen“ als Enthemmungsübung und dem Action Painting distanzierte sich der Künstler.
1966 widmete sich Willy Fuegen der blauen Farbe und malte eine Serie.
Zwischen 1967 und 1969 malte der Künstler auf großen, quadratischen Formaten. Die Kompositionen bestanden meist aus „rhythmischen Horizontal- und Vertikalschichtungen“, wobei die Bilddynamik zurückgenommen wurde und die Formen „in die Fläche eingebunden und in einem vollen, farbigen Klang von Ocker und Schwarz“ gemalt wurden.

### Ende der 1960er-Jahre
Gegen Ende der 1960er-Jahre näherte sich der Künstler wieder dem Figürlichen und der Gegenständlichkeit an, insbesondere in Form von Collagen. Nach seiner Erkrankung konnte er keine großformatigen Arbeiten mehr realisieren, weshalb er sich nun auf kleinformatige Werke konzentrierte.
Der Künstler griff in seinem gesamten Schaffen oft auf seine alten Werke zurück, übermalte sie oder zerstörte sie endgültig, wenn sie seinen Ansprüchen nicht mehr genügten. Die meisten Gemälde tragen keinen Titel, sondern eine Sortierungsnummer als Orientierung. Der Künstler legte Wert darauf, dem Betrachter keine Einschränkungen bei der Interpretation aufzuerlegen.

## Auszeichnungen
- 1976: Auszeichnung Max-Slevogt-Medaille
- 1980: Staatskunstpreis des Landes Rheinland-Pfalz

## Ausstellungen

### Einzelausstellungen
- 1948: Haus am Dom, Mainz
- 1954: Kurfürstliches Schloß, Mainz
- 1962: Stadttheater, Mainz
- 1964: Gutenberg-Museum und Institut Français, Mainz
- 1965: Märkisches Museum, Witten
- 1966: Pavillon ‚Alter Botanischer Garten‘, München
- 1967: Galerie de Sfinx, Amsterdam
- 1969: Pfalzgalerie, Kaiserslautern
- 1976: Mittelrheinisches Landesmuseum, Mainz
- 1987: Landesmuseum Mainz, Mainz

### Ausstellungsbeteiligungen (Auswahl)
- 1947: Neue deutsche Kunst, Mainz
- 1950: Stipendiaten des Rheinischen Kultur-Instituts: Edvard Frank, Rudolf Scharpf, Willy Fuegen, Mainz
- 1952: Künstlergruppe ‚Roter Reiter‘, Konstanz Künstler von Rheinland-Pfalz, Mainz
- 1954–1955: Neue Gruppe Rheinland-Pfalz (an vielen Veranstaltungen)
- 1961–1973: Herbst-Salon, Haus der Kunst, München
- 1971: Landeskunstausstellung Rheinland-Pfalz, Mittelrheinisches Landesmuseum Mainz Künstler aus Mainz und Wiesbaden, Städtisches Museum Wiesbaden
- 1982: Die Mainzer Kunstszene nach der Stunde 0 – 1945 bis 1954, Mainzer Rathaus-Foyer
- 1983: Landeskunstausstellung Mainz
- 1985: Ausstellung 1975 – ‚Stunde 1- 10 – 10 Jahre danach‘ – 1945, Brückenturm, Galerie der Stadt Mainz

## Werke (Auswahl)
- Christophskirche in Mainz,[12] 1946, Öl/Lwd, Landesmuseum Mainz
- Ibizia-La Ciudad,[13] 1957, Öl/Lwd
- Malerei 4/66,[14] April 1966, Öl/Lwd